# Phelocalocerella albonotata
Phelocalocerella albonotata is een keversoort uit de familie Disteniidae. De wetenschappelijke naam van de soort is voor het eerst geldig gepubliceerd in 1935 door Pic.